# Oubort
La rivière Oubort (en ukrainien et en russe : Уборть) est un cours d'eau d'Ukraine et de Biélorussie, et un affluent droit de la Pripiat, dans le bassin hydrographique du Dniepr.

## Géographie
L'Oubort arrose l'oblast de Jytomyr, en Ukraine, puis la voblast de Homiel, en Biélorussie. Elle est longue de 292 km et draine un bassin de 5 820 km2. Son débit moyen est de 22,5 m3/s à 42 km au-dessus de la confluence avec la Pripiat. L'Oubort a un régime nival et ses hautes eaux ont lieu de mars à mai. 
Les principaux affluents de l'Oubort sont :
- la Perga (en ukrainien : Перга) : 67 km
- la Svydovets (en ukrainien : Свидовець) : 58 km

L'Oubort arrose la commune urbaine de Yemiltchyne, en Ukraine.

## Écologie
La rivière fut contaminée pendant la catastrophe nucléaire de Tchernobyl.

## Source
- Grande Encyclopédie soviétique